# みのり書房
株式会社みのり書房（みのりしょぼう）は、東京都文京区に本社を置いていた出版社。

## 概要
1971年7月、紙の卸売事業を営む朝日紙業株式会社の100%出資子会社として設立。当初は『ベンチャーコミック』、『官能劇画』、『漫画スカット』などの三流劇画誌（エロ劇画誌）を出版していた。その後、日本初のアニメ雑誌とされる『月刊OUT』や同誌から独立創刊した『アニパロコミックス』など、サブカル色の強い雑誌を主に手掛けるようになった。
1995年事業停止。1996年2月6日開催の臨時株主総会の決議により解散。同年2月27日特別清算開始。1997年3月特別清算終了し、法人として消滅した。
なお、旧みのり書房発行出版物の版権管理は、親会社の朝日紙業が行っている。

## 主な発行誌

### サブカル系
- オカルト時代：1976年9月号 - 1977年4月号（オカルト誌）
- 艶楽書館：1977年4月号 - 1977年9・10月合併号（カストリ主義雑誌）
- 月刊OUT：1977年5月号 - 1995年5月号（サブカルチャー雑誌、のちアニメ雑誌）[7]
- 月刊Peke：1978年9月号 - 1979年2月号（ニューウェーブ漫画誌）
- 月刊COMIC AGAIN：1979年5月号 - 1979年11月号（月刊Pekeの後継誌）
- アニパロコミックス：月刊OUT1982年7月号臨時増刊号 - 1993年3月号（隔月刊漫画雑誌。1987年7月号（独立創刊号）以前は月刊OUT増刊号、別冊OUT扱い）[8]
  - アニパロコミックスJunior：1（アニパロコミックス1988年4月臨時増刊号） - 22（アニパロコミックス1993年2月増刊号）[9]
  - PALLE（パレ）：No.1（1990年12月号） - No.14（1993年2月号）[10]
  - アニパロコミックスアンド・ナウ：1（別冊OUT1985年11月増刊号） - 3（アニパロコミックス1990年7月増刊号）
  - コミックゼノン：Vol.1（アニパロコミックス1992年6月号増刊）（ファンタジー少年コミック誌。創刊号のみ）[11]
- V version（ブイ・バージョン）：1990年6月号 - 1990年12月号（アニメビデオ情報誌）[12]
- Car & Field（カー・アンド・フィールド）：No.1（1993年11月号） - No.10（1994年8月号）（RV&アウトドアライフ・マガジン）[13]

### アダルト系
- ベンチャーコミック：1973年1月号 - ?（三流劇画誌）[14]
- 官能劇画：1975年7月号 - ?（エロ劇画誌）
- 漫画スカット：1975年5月号 - ?（エロ劇画誌）
- 漫画スカット・カスタム：1975年9月号 - ?（エロ劇画誌：漫画スカット増刊）
- NUCU：VOL.1（月刊OUT 1993年1月号増刊） - VOL.19（月刊OUT 1994年7月号増刊）（AV・風俗情報誌）[15]
- COMICラビットクラブ：VOL.1（Car & Field 1993年11月号増刊） - VOL.6（Car & Field 1994年4月号増刊）（成人向け漫画雑誌）

## 関連人物
- 川本耕次 - 『月刊Peke』編集長
- 南原四郎 - 『月刊OUT』3代目編集長
- 大徳哲雄 - 『月刊OUT』4代目編集長